# Харьковский Слободской кош
Харьковский Слободской кош (Х.С.к., укр. Харківський Слобідський Кіш)— украинская казачья 
военная формация вооружённых сил
Украинской державы с 16 октября по 18 ноября 1918 года, с 18 ноября 1918 года в войсках У.Н.Р времён Гражданской войны в России.

## Предпосылки формирования
24 июля 1918 года рада министров Украинской державы приняла закон о всеобщей войсковой повинности и утвердила план организации армии, подготовленный генеральным штабом. 8 корпусов, которые составляли костяк армии, должны были формироваться по территориальному принципу. 7 корпусом должен был стать Харьковский.

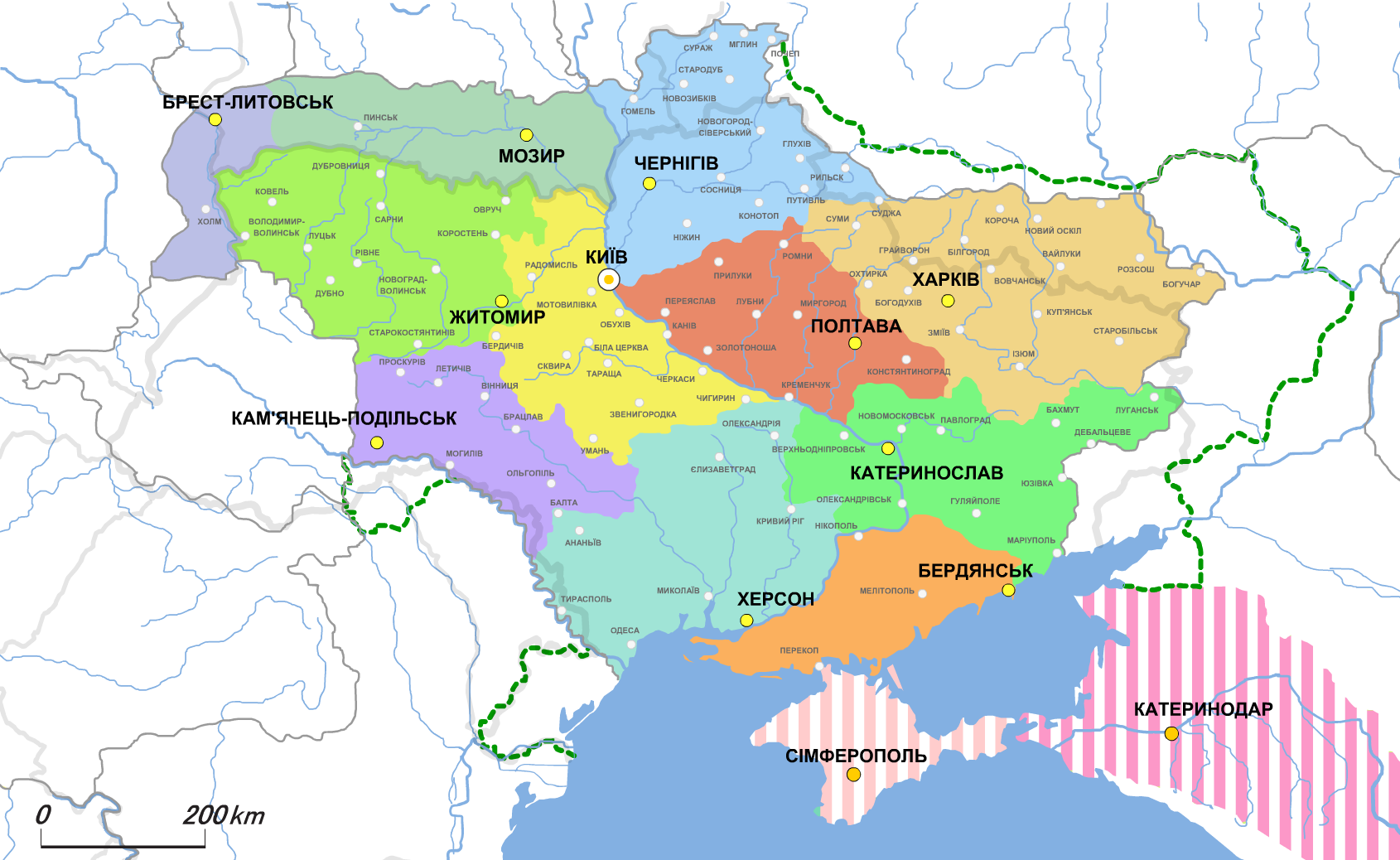
Административно-территориальное деление. Зелёная пунктирная линия — территориальные претензии.

16 октября 1918 г. отдельным универсалом гетман Скоропадский возобновил казачество в Черниговской и Полтавской губерниях и на Слобожанщине (см. также Харьковская губерния). Этим было де-юре закреплено существование Украинского Вольного Казачества на этих землях. Согласно универсалу, к казакам причислялись потомки казаков, но в казачьи части могли вступать и не-казаки. Казаки каждой губернии составляли кош во главе с кошевым атаманом, который подчинялся непосредственно гетману. В каждом коше было несколько полков.

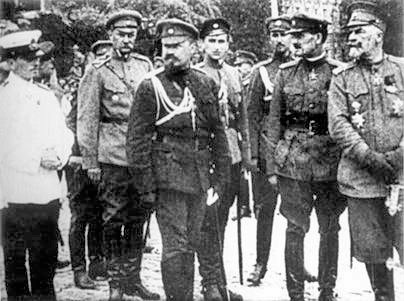
Служащие военного министерства Украинской Державы — полковник Николай Лаврентьевич Максимов (крайний слева, в белой форме) и военный министр генеральный бунчужный Александр Францевич Рагоза (крайний справа).

11 ноября завершилась Первая мировая война. Германская империя прекратила существование в результате Ноябрьской революции и должна была вывести свои войска из оккупированных территорий. Для правительства Украинской державы это событие предвещало ослабление власти.
Ослаблением германцев и соответственно Украинского государства воспользовались противники  гетмана П.П. Скоропадского, создавшие в ночь с 13 на 14 ноября в г.Белая Церковь Директорию с целью свержения власти германского командования и власти правительства. Директория состояла из пяти членов, председателем избран в составе В.К. Винниченко.
В ночь с 16 на 17 ноября в г.Конотопе власть захватил также предавший правительство полковник Палий, возглавивший 3-й стрелецко-казацкий полк 1-й стрелецко-казацкой дивизии Укр.д.. Стрельцы-козакы начали распространять свою власть на города Бахмач, Нежин, Чернигов.
В ночь с 17 на 18 ноября в г.Харькове власть Директории провозгласил также предавший правительство П.Ф. Болбочан, опиравшийся на часть войск Отдельной Запорожской дивизии Укр.д..
Но полноценное формирование коша закончилось только в ноябре 1918 г. С падением Гетманата Скоропадского кош стал подразделением Запорожского корпуса армии УНР.
Непродолжительная «Украинская гражданская война 16 ноября – 14 декабря 1918 года» завершилась 14 декабря, когда Верховный Воевода Украинской Армии и Флота гетман П.П. Скоропадский дал указания командующему всеми русскими добровольческими частями в Украинском государстве князю генерал-лейтенанту А.Н. Долгорукову, а тот издал 
приказ о прекращении сопротивления и демобилизации защитников Киева. 
П.П. Скоропадский отрёкся от власти. Правительство передало полномочия Городской Думе и Городской Управе.

## Состав коша
Командиром коша стал ветеран русско-японской войны, прапорщик запаса, атаман Вольного Казачества Харьковщины Иван Кобза.
Штаб коша состоял из следующих старшин (укр. — офицеров):
- заместитель командира коша — полковник Воронов (он же командир 2-го Ахтырского полка)
- начальник штаба — поручник Костюченко
- помощник начальника штаба — Александров
- начальник снабжения — Иван Панченко
- комендант штаба — поручик Петро Самойлов
- старшина (офицер) для поручений — поручик Квитка

Кош состоял из 4 полков:
- Харьковского (командир — полковник князь Сиверский)
- Ахтырского (командир — полковник Воронов)
- Богодуховского (командир — полковник Перетятько)
- Сумского (командир полка — Кречет)

Кош почти полностью состоял из студентов и офицеров. Обычных козаков было до 5%. При коше был конный отдел, командиром которого был сотник Поборчий. Государственным комиссаром был поручик Гаевский.

## Боевой путь
16 января 1919 г. кош вышел из Харькова, с боями прошёл Полтавщину, позже воевал под Шполой, Тальным, Уманью и Збаражем. Последними украинскими городами, которые проходил кош были Помошная и Тирасполь.
После перехода через румынскую границу кош был расформирован. Большая часть личного состава перешла в 24-й полк им. Сагайдачного Запорожской дивизии, остальные в другие полки армии УНР.